# Луций Элий Ламия (консул)
Лу́ций Э́лий Ламия́ (лат. Lucius Aelius Lamia; умер в 33 году, Рим, Римская империя) — римский политический деятель из знатного плебейского рода Элиев Ламий, ординарный консул 3 года.

## Биография
В должности консула стал доверенным лицом императора Тиберия, под командованием которого служил командиром легиона в Германии (с 4 по 6 год и в 10 и 11 годах). Позже стал легатом Германии (6—8 годы), Паннонии и проконсулом Африки (15—16 годы). Тиберий дважды назначал Луция Элия имперским легатом: сначала в Африку (19 год), а затем в Сирию (22 год). Однако последнее назначение оказалось формальным: Луций Элий Ламия был задержан в Риме после того, как император Тиберий, опечаленный смертью своего единственного сына и наследника, удалился от дел, передав управление империей префекту преторианцев Луцию Элию Сеяну. Таким образом, Луций Элий Ламия управлял провинцией лишь номинально, а отсутствие имперского легата в Сирии в течение целого десятилетия позволило префекту Иудеи Понтию Пилату обрести гораздо большую автономию. В последний год своей жизни служил префектом Рима (лат. praefectus urbi).
Помимо того известно, что Луций Элий Ламия входил в состав жреческой коллегии квиндецемвиров священнодействий (лат. quindecemviri sacris faciundis).